# Баянтобе
Баянтобе (каз. Баянтөбе) — село в Акжаикском районе Западно-Казахстанской области Казахстана. Входит в состав Базаршоланского сельского округа. Код КАТО — 273245500.

## Население
В 1999 году население села составляло 140 человек (77 мужчин и 63 женщины). По данным переписи 2009 года, в селе проживало 148 человек (83 мужчины и 65 женщин).